# Lilla Edet (đô thị)
Lilla Edet Municipality (Lilla Edets kommun) là một đô thị ở hạt Västra Götaland County ở phía tây Thụy Điển. Thủ phủ nằm ở thị xã Lilla Edet.
Đô thị hiện tại đã được lập năm 1971, khi phố thị (köping) Lilla Edet (được thành lập cuối năm 1951) đã được sáp nhập với một phần của Flundre, Inlands Torpe và Lödöse.
Thị trấn Lilla Edet nằm phía đông của dòng sông Göta älv, một con sông lớn ven bờ biển phía tây Thụy Điển. Nơi này nổi tiếng là điểm dừng chân đáng chú ý trên bản đồ. Cộng đồng địa phương thường gọi khu vực này là Lilla Edet để phân biệt với Stora Edet, một vùng nằm phía bắc Lilla Edet và ngày nay đã được biết đến với tên Trollhättan. Trong một thời gian dài, Lilla Edet còn được gọi là Bergaström-tên chính thức từng được sử dụng cho thị trấn này.

## Các đơn vị dân cư trực thuộc
Số liệu dân số từ Số liệu thống kê Thụy Điển tại thời điểm ngày 31 tháng 12 năm 2005.
- Lilla Edet (thủ phủ) (dân số 4,936)
- Lödöse (dân số 1,265)
- Göta (dân số 962)
- Nygård (dân số 436)
- Hjärtum (dân số 384)